# Eleutherodactylus locustus
Eleutherodactylus locustus är en groddjursart som beskrevs av Schmidt 1920. Eleutherodactylus locustus ingår i släktet Eleutherodactylus och familjen Eleutherodactylidae. IUCN kategoriserar arten globalt som akut hotad. Inga underarter finns listade i Catalogue of Life.